# Achterwasser

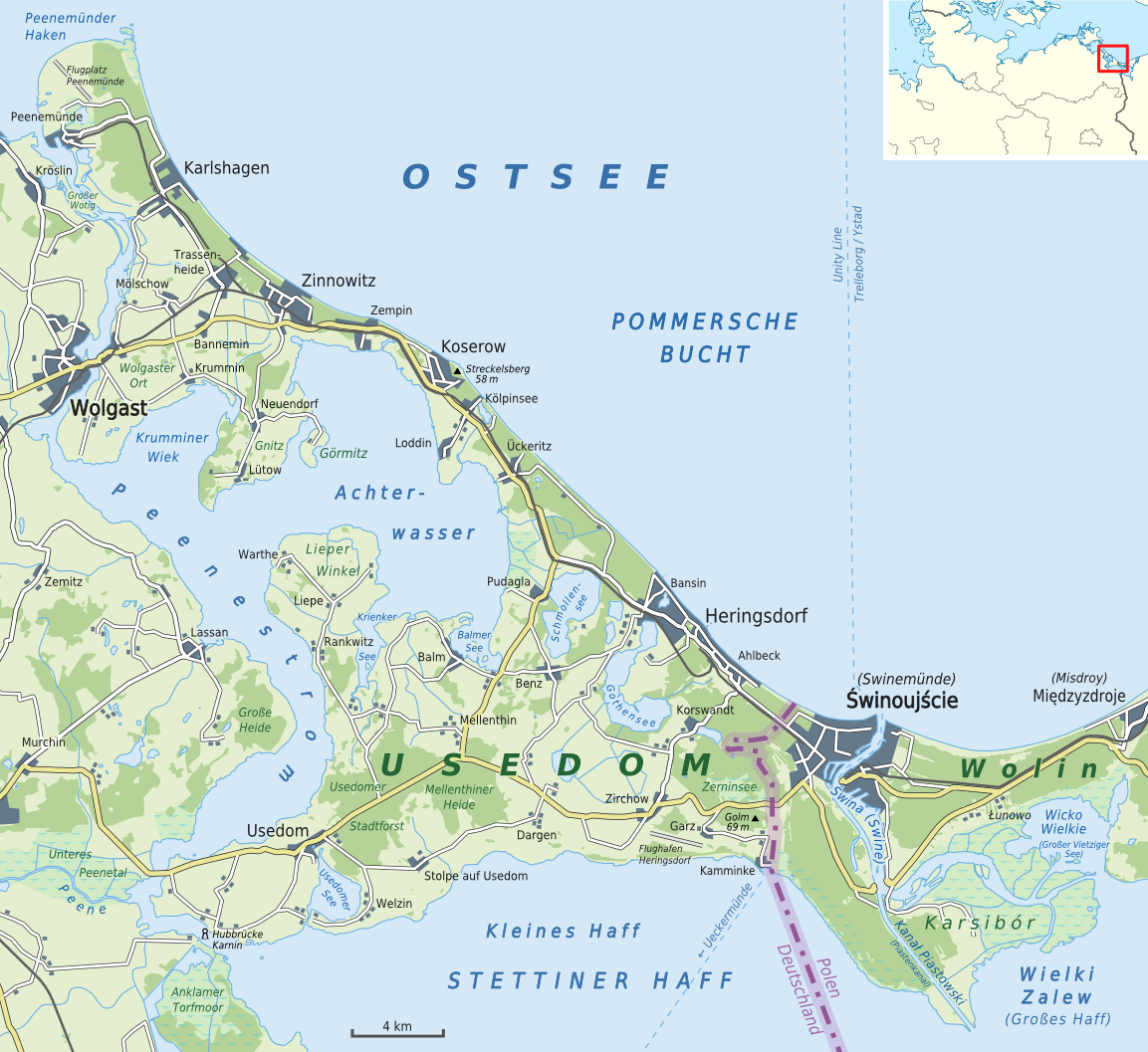
Achterwasser på karta över Usedom.

Achterwasser är en lagun i Peenestrom, belägen vid ön Usedoms västra kust i Mecklenburg-Vorpommern, Tyskland.
Lagunen går in som en stor vik i Usedom och näset mellan Achterwasser och Östersjön är som smalast endast cirka 300 meter brett. Lagunen avgränsas i norr av halvön Gnitz och i söder av Lieper Winkel. Till lagunen hör även vikarna Balmer See i sydost och Krienker See i sydväst.
Historiskt har stormflod vid Östersjökusten ibland lett till att det låga näset överspolats mellan byarna Zempin och Koserow, så att Östersjön kommit i direkt kontakt med lagunen.
Lagunen är grund och är populär bland surfare och seglare på ön Usedom, som är ett populärt strandturistmål.